# خوان أنطونيو أنخويلا
خوان أنطونيو ألباسيتي أنخويلا (بالإسبانية: Juan Antonio Anquela) (من مواليد 11 سبتمبر 1957 في ليناريس، خاين) هو لاعب كرة قدم متقاعد إسباني، لعب في مركز الجناح، وهو مدرب حالياً لنادي نومانسيا.

## وصلات خارجية
- خوان أنطونيو أنخويلا على موقع قاعدة بيانات كرة القدم.إي يو (الإنجليزية)
- خوان أنطونيو أنخويلا على موقع عالم كرة القدم.نت (الإنجليزية)

- BDFutbol player profile
- BDFutbol coach profile
- Transfermarkt profile